# Rochechouart (quận)
Quận Rochechouart là một quận của Pháp, nằm ở tỉnh Haute-Vienne, ở vùng Nouvelle-Aquitaine. Quận này có 6 tổng và 30 xã.

## Các đơn vị hành chính

### Các tổng
Các tổng của quận Rochechouart là: 
1. Oradour-sur-Vayres
2. Rochechouart
3. Saint-Junien-Est
4. Saint-Junien-Ouest
5. Saint-Laurent-sur-Gorre
6. Saint-Mathieu

### Các xã
Các xã của quận Rochechouart, và mã INSEE là: 
| 1. Chaillac-sur-Vienne (87030)     | 2. Champagnac-la-Rivière (87034)     | 3. Champsac (87036)               | 4. Chéronnac (87044)                |
| 5. Cognac-la-Forêt (87046)         | 6. Cussac (87054)                    | 7. Dournazac (87060)              | 8. Gorre (87073)                    |
| 9. Javerdat (87078)                | 10. La Chapelle-Montbrandeix (87037) | 11. Les Salles-Lavauguyon (87189) | 12. Maisonnais-sur-Tardoire (87091) |
| 13. Marval (87092)                 | 14. Oradour-sur-Glane (87110)        | 15. Oradour-sur-Vayres (87111)    | 16. Pensol (87115)                  |
| 17. Rochechouart (87126)           | 18. Saillat-sur-Vienne (87131)       | 19. Saint-Auvent (87135)          | 20. Saint-Bazile (87137)            |
| 21. Saint-Brice-sur-Vienne (87140) | 22. Saint-Cyr (87141)                | 23. Saint-Junien (87154)          | 24. Saint-Laurent-sur-Gorre (87158) |
| 25. Saint-Martin-de-Jussac (87164) | 26. Saint-Mathieu (87168)            | 27. Saint-Victurnien (87185)      | 28. Sainte-Marie-de-Vaux (87162)    |
| 29. Vayres (87199)                 | 30. Videix (87204)                   |                                   |                                     |